# Giro di Lombardia 1959
Il Giro di Lombardia 1959, cinquantatreesima edizione della corsa, fu disputata il 18 ottobre 1959, su un percorso totale di 240 km. Fu vinta dal belga Rik Van Looy, giunto al traguardo con il tempo di 5h52'05" alla media di 40,889 km/h, precedendo il connazionale Willy Vannitsen e lo spagnolo Miguel Poblet.
Presero il via da Milano 137 ciclisti e 118 di essi portarono a termine la gara.

## Ordine d'arrivo (Top 10)
| Pos. | Corridore          | Squadra | Tempo    |
| ---- | ------------------ | ------- | -------- |
| 1    | Rik Van Looy       | Faema   | 5h52'05" |
| 2    | Willy Vannitsen    | Ghigi   | s.t.     |
| 3    | Miguel Poblet      | Ignis   | s.t.     |
| 4    | Alessandro Fantini | Atala   | s.t.     |
| 5    | Federico Galeaz    | Torpado | s.t.     |
| 6    | André Darrigade    | Helyett | s.t.     |
| 7    | Dino Bruni         | Ignis   | s.t.     |
| 8    | Oreste Magni       | Emi     | s.t.     |
| 9    | Rino Benedetti     | Ghigi   | s.t.     |
| 10   | Walter Martin      | Carpano | s.t.     |